# Barakayevskaya
Barakayevskaya (del ruso: Баракаевская) es una stanitsa del raión de Mostovskói del krai de Krasnodar, en Rusia. Está situada a orillas del río Gubs, afluente del Jodz, que lo es del Labá, tributario del Kubán, entre las llanuras de Kubán-Priazov y el Cáucaso occidental, 25 km al suroeste de Mostovskói y 150 km al sudeste de Krasnodar, capital del krai. Tenía 734 habitantes en 2010.
Pertenece al municipio Gúbskoye.

## Historia
La localidad fue fundada en 1862. Hasta 1920 pertenecía al otdel de Maikop del óblast de Kubán.